# Ковачевич, Мирко
Мирко Ковачевич (серб. Мирко Ковачевић; 6 мая 1916, Грахово — 14 августа 1941, Кошута) — югославский черногорский партизан, участник гражданской войны в Испании и Народно-освободительной войны Югославии, Народный герой Югославии.

## Биография
Родился 6 мая 1916 в селе Грахово около Никшича. Черногорец по национальности, одиннадцатый ребёнок в семье сердара Петра Ковачевича (семь сыновей, четыре дочери). Окончил начальную школу в родном селе, два класса гимназии в Требине, а затем из-за проблем с деньгами пропустил два года и продолжил обучение сначала в Которе, а затем в Белграде, куда переехал с семьёй. Окончил 4-й класс 2-й мужской Белградской гимназии и затем поступил в техническое училище, которое окончил в 1936 году.
За время обучения Мирко занимался активным образом жизни, выступая с братом Василием за футбольную команду «Раднички». Также он был вовлечён в политику, участвуя в акциях и демонстрациях молодёжи Белграда, с 1935 года председатель Содружества студентов технических училищ. Окончив училище в 1936 году, он переехал в Прагу, где изучал машиностроение, но бросил учёбу после первого же семестра и в начале 1937 года уехал в Испанию, откликнувшись на призыв коммунистическую партию Югославии. В Испании тем временем шла гражданская война между республиканцами и националистами.
С февраля по март Мирко как боец Димитровского батальона сражался против франкистов у Марамы, Гвадалахары, Мадрида и Брунете. С апреля 1937 года учился в офицерской школе в Посарубиа, а затем и в Альбасете. Служил заместителем командира в батарее противотанковых орудий «Петко Милетич» с июля по декабрь 1937 года, затем возглавил батарею «Степан Радич», с которой сражался под Теруэлой. В октябре 1938 года возглавил 2-й взвод 1-й роты югославского батальона под Валенсией, перед самым концом войны произведён в капитаны Испанской республиканской армии. В 1937 году был принят в ряды Коммунистической партии Югославии.
После возвращения из Испании Ковачевич был интернирован во Францию, где с февраля 1939 по апрель 1941 годы был в плену. Сидел в лагерях Сен-Сеприен и Грис, а после попытки немцев угнать его сокамерников-югославов на принудительный труд в июле 1941 года сбежал и направился на оккупированную родину. По прибытии в Югославию проездом посетил Загреб и затем попал в Сплит, где возглавил командование партизанскими отрядами Далмации при помощи политрука Павле Папа и занялся по рекомендации Далматинского покраинского комитета КПЮ мобилизацией партизан.
14 августа 1941 Мирко Ковачевич в ранге командира Сплитского партизанского отряда столкнулся с отрядом домобранцев и итальянцев у села Кошута. В ходе боя он был убит.
21 декабря 1951 ему посмертно присвоено звание Народного героя Югославии. Также его братья Войо и Василие получили это же звание за совершённые в войну подвиги.